# Seututie 848
Pour les articles homonymes, voir Route 848.
La route régionale 848 (finnois : Seututie 848) est une route régionale allant de  Annalankangas jusqu'à Lamukangas dans la municipalité d'Oulu en Finlande.

## Description
la route traverse le centre du village de l'église de Kiiminki et croise la valtatie 20.
Une zone résidentielle et urbaine s'étend de l'église de Kiiminki jusqu'à Koiteli.
De nouvelles voies de circulation légère ont été construites sur ce tronçon en raison de nombreux accidents.
La route se termine sur une colline appelée Lamukangas, où elle rejoint la route régionale 833 entre Oulu et Ylikiiminki.

## Parcours
- Annalankangas, Haukipudas
- Jokikylä (8 km)
- Alakylä (16 km)
- Kiiminki (24 km)
- Huttukylä (31 km)
- Lamukangas (36 km)

## Galerie

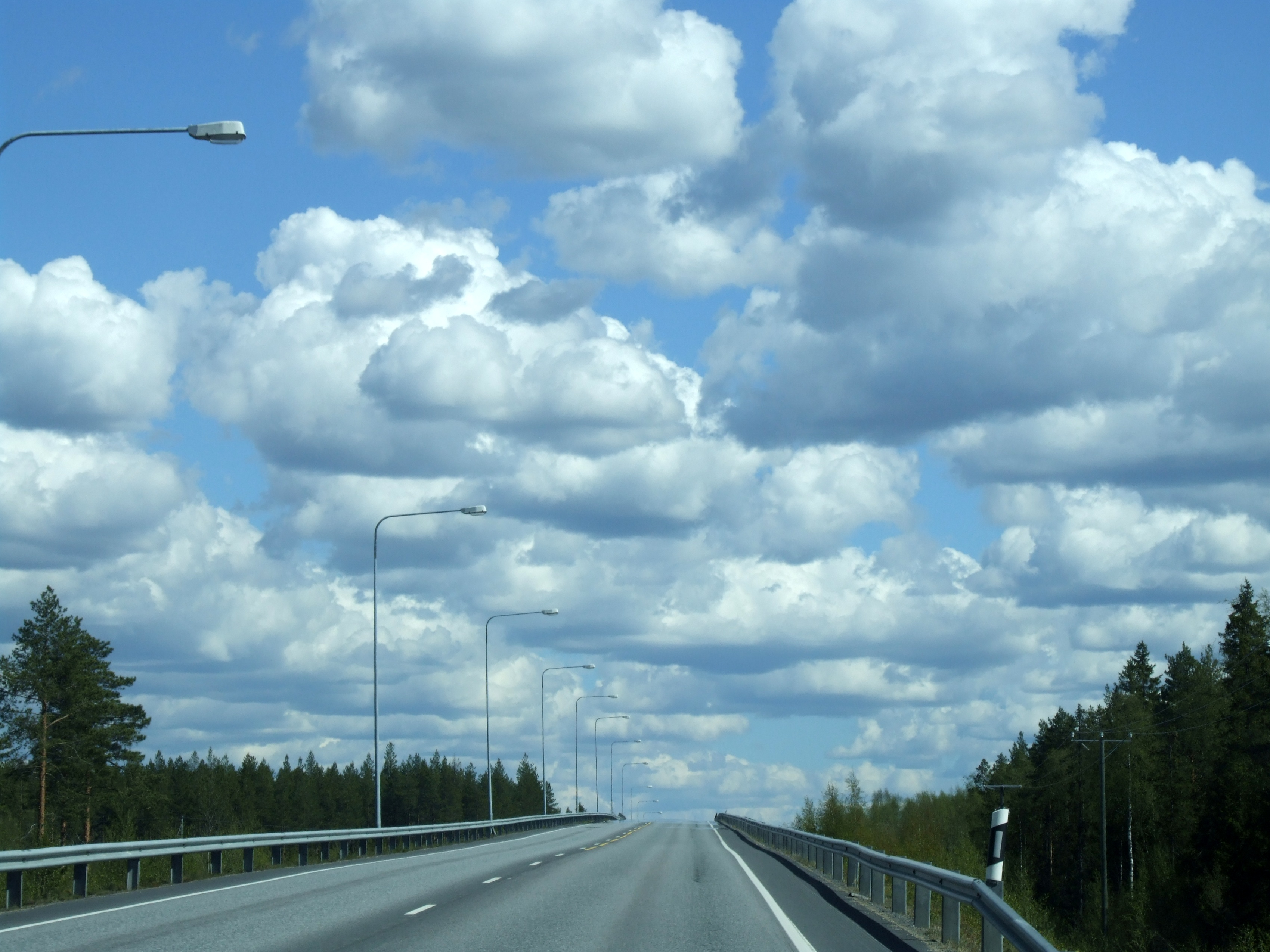
Haukipudas.
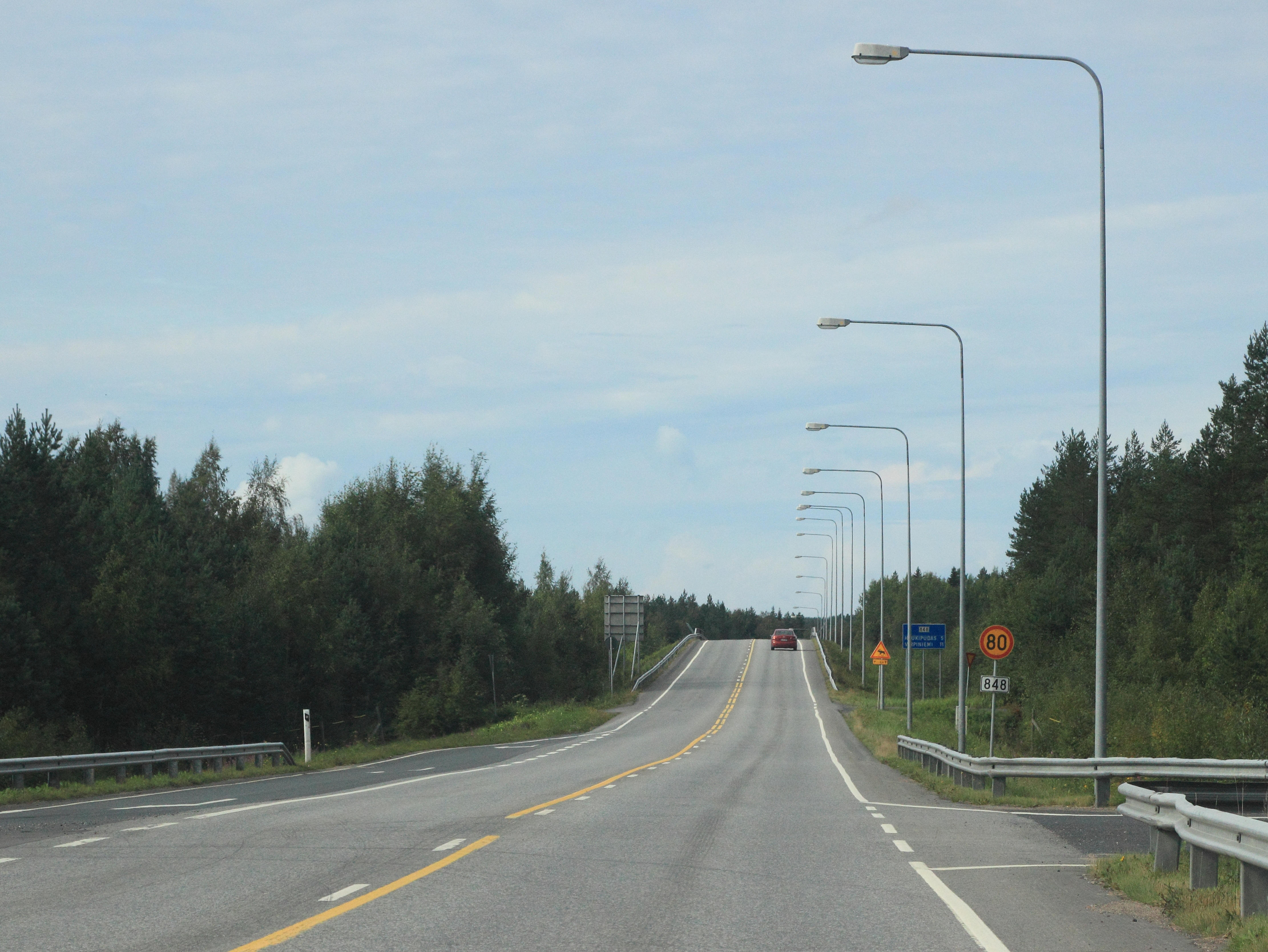
Haukipudas